# Festival Kanua
El Festival Kanua es el primer festival flotante de cine amazónico, que celebra la proyección y promoción de producciones audiovisuales realizadas por y sobre pueblos indígenas. Este evento recorre comunidades a lo largo del río Kapawi, en el territorio del pueblo Achuar, en la Amazonía ecuatoriana, llevando el arte cinematográfico a lugares remotos mediante el uso de energía solar.
El festival presenta una selección de filmes y ofrece talleres comunitarios sobre el séptimo arte y energía renovable. La iniciativa es impulsada por Tawna, una organización de cine enfocada en narrativas amazónicas, y Kara Solar, una fundación dedicada a redes de transporte limpias e independencia tecnológica.
Para llevar a cabo sus actividades, el festival utiliza una canoa diseñada y equipada con paneles solares que alimentan un sistema de proyección móvil impulsado por energía renovable, lo que permite proyectar cine en comunidades indígenas remotas. Además de las proyecciones, en cada parada se ofrecen talleres y actividades complementarias, como debates y capacitaciones sobre energía solar.

### Primera Edición (2023)
La primera edición del Festival Kanua se llevó a cabo en 2023 y presentó una selección diversa de obras que reflejaban la riqueza cultural de los pueblos indígenas. A continuación, se muestra una tabla con las producciones presentadas:
| Título                                  | Pueblo o Pueblos Indígenas | País / Territorio | Realización                                                             | Año  |
| --------------------------------------- | -------------------------- | ----------------- | ----------------------------------------------------------------------- | ---- |
| Yoco Cofán: sabiduría y territorio      | Cofán                      | Ecuador           | Nixon Danny Andy Narvaez                                                | 2023 |
| Sonido Amazónico                        | -                          | Perú              | Luis Chumbe Huamani                                                     | 2023 |
| Mãri hi (El árbol del sueño)            | Yanomami                   | Brasil            | Morzaniel ǂramari                                                       | 2023 |
| Un Día de Cumbia                        | Awajún                     | Perú              | Teo Belton                                                              | 2022 |
| Chimindi Athe'pa (Visión de Chimindi)   | Cofán                      | Ecuador           | Magdalena Karina Quenama                                                | 2023 |
| Yuri u xëatima thë (Pescando con Timbó) | Yanomami                   | Brasil            | Aida Harika Yanomami, Edmar Tokorino Yanomami, Roseane Yariana Yanomami | 2023 |
| Maura                                   | -                          | Ecuador           | Gabriel Páez                                                            | 2023 |
| Toma de Ayahuasca: Achuar               | Achuar                     | Ecuador           | Nase Lino Sumpinanch                                                    | 2022 |

Para más detalles sobre las películas presentadas, consulta el sitio oficial

### Segunda Edición (2024)
La segunda edición del Festival Kanua tuvo lugar en 2024. A continuación, se detalla una selección de las producciones presentadas:
| Título                                 | Dirección                                 | País / Territorio | Año  | Duración               |
| La caída del cielo (A Queda do Céu)    | Eryk Rocha y Gabriela Carneiro            | Brasil            | 2024 | 110 minutos            |
| Ngubá                                  | Mar Ajé y Ernestina Miranda               | Colombia          | 2022 | 11 minutos 34 segundos |
| Epanae: Nuestro Territorio Waorani     | Carlos Enkeri                             | Ecuador           | 2024 | 6 minutos 36 segundos  |
| Los dos lados de la tortuga            | Oscar X. Illingworth                      | Ecuador           | 2023 | 11 minutos 40 segundos |
| Noñantari                              | Colectivo CHIRAPAQ                        | Perú              | 2020 | 7 minutos 30 segundos  |
| La transformación de Canuto            | Ariel Kuaray Ortega y Ernesto de Carvalho | Brasil            | 2023 | 131 minutos            |
| Vivir es subir cascadas                | Sol Santos de Sousa                       | Brasil            | 2024 | 7 minutos              |
| Érase una vez en los Andes             | Rómulo Sulca                              | Perú              | 2024 | 85 minutos             |
| Embera Wera, la voz del río            | Tatiana Galera                            | Colombia          | 2023 | 4 minutos 26 segundos  |
| Resistencia, espíritu ancestral        | Juven Arcadio Piranga Valencia            | Colombia          | 2021 | 11 minutos 28 segundos |
| Urpi: Su último deseo                  | Sisa Quispe                               | Perú              | 2023 | 17 minutos             |
| El futuro está en nuestros territorios | Eliana Lafone                             | Colombia          | 2024 | 8 minutos 33 segundos  |

Para más detalles sobre las películas presentadas, consulta el sitio oficial